# Pretty Girl (canción de Maggie Lindemann)
«Pretty Girl» —en español: «Chica bonita»— es una canción de la cantante y compositora estadounidense Maggie Lindemann. Es su primer sencillo de gran discográfica, y fue lanzado el 30 de septiembre de 2016, a través de 300 Entertainment. La canción fue escrita por Maggie, Sasha Sloan y Sean Myer, y la producción está a cargo de Jayson DeZuzio.

## Video musical
Un video musical de la canción, dirigido por Roman White, fue lanzado el 9 de marzo de 2017.

## Lista de canciones
Descarga digital

| N.º | Título        | Duración |  |
| 1.  | «Pretty Girl» | 3:39     |  |

Descarga digital

| N.º | Título                   | Duración |  |
| 1.  | «Pretty Girl» (YE Remix) | 3:06     |  |

Descarga digital

| N.º | Título                            | Duración |  |
| 1.  | «Pretty Girl» (Taylor Wise Remix) | 3:50     |  |

Descarga digital

| N.º | Título                                   | Duración |  |
| 1.  | «Pretty Girl» (Cheat Codes X Cade Remix) | 3:13     |  |

## Posicionamiento en listas

### Listas semanales
| Listas (2017)                               | Mejor posición |
| ------------------------------------------- | -------------- |
| Australia (ARIA)                            | 12             |
| Austria (Ö3 Austria Top 40)                 | 27             |
| Bélgica (Flandes) (Ultratip Bubbling Under) | 6              |
| Bélgica (Valonia) (Ultratip Bubbling Under) | 21             |
| Canadá (Canadian Hot 100)                   | 71             |
| República Checa (Singles Digitál Top 100)   | 21             |
| Dinamarca (Tracklisten)                     | 13             |
| Francia (SNEP)                              | 78             |
| Alemania (Media Control AG)                 | 25             |
| Irlanda (IRMA)                              | 6              |
| Italia (FIMI)                               | 40             |
| Malasia (RIM)                               | 18             |
| Países Bajos (Mega Single Top 100)          | 16             |
| Nueva Zelanda (Recorded Music NZ)           | 20             |
| Noruega (VG-lista)                          | 8              |
| Filipinas (Philippine Hot 100)              | 27             |
| Portugal (AFP)                              | 57             |
| Escocia (Scottish Singles Sales Chart)      | 2              |
| Eslovaquia (Singles Digitál Top 100)        | 29             |
| Suecia (Sverigetopplistan)                  | 4              |
| Suiza (Schweizer Hitparade)                 | 42             |
| Reino Unido (UK Singles Chart)              | 8              |

| Listas (2017)                  | Mejor posición |
| ------------------------------ | -------------- |
| Filipinas (Philippine Hot 100) | 63             |

### Posición fin de año
| Listas (2017)                        | Posición |
| ------------------------------------ | -------- |
| Australia (ARIA)                     | 60       |
| Austria (Ö3 Austria Top 40)          | 62       |
| Dinamarca (Tracklisten)              | 39       |
| Alemania (Official German Charts)    | 68       |
| Hungría (Stream Top 40)              | 69       |
| Países Bajos (Single Top 100)        | 57       |
| Suecia (Sverigetopplistan)           | 22       |
| UK Singles (Official Charts Company) | 28       |

## Historial de lanzamientos
| País           | Fecha                    | Formato                                       | Discográfica | Ref.   |
| -------------- | ------------------------ | --------------------------------------------- | ------------ | ------ |
| Varios         | 30 de septiembre de 2016 | Descarga digital                              | 300          | [ 2 ]  |
| Varios         | 13 de enero de 2017      | Music download (YE Remix)                     | 300          | [ 5 ]  |
| Estados Unidos | 17 de enero de 2017      | Top 40 radio                                  | 300          | [ 39 ] |
| Varios         | 10 de febrero de 2017    | Descarga de música (Taylor Wise Remix)        | 300          | [ 6 ]  |
| Varios         | 3 de marzo de 2017       | Descarga de música (Cheat Codes X Cade Remix) | 300          | [ 7 ]  |